# Бейли, Джонатан (актёр)
Джо́натан Стю́арт Бе́йли (англ. Jonathan Stuart Bailey; родился 25 апреля 1988 года, Бенсон Оксфордшир, Англия, Великобритания) — английский актёр театра и кино, получивший известность благодаря роли Энтони Бриджертона в драматическом сериале Netflix «Бриджертоны», за которую он получил номинацию на премию Американской Гильдии киноактёров в категории «Лучший актёрский ансамбль в драматическом сериале».
Бейли начал карьеру в семь лет, сыграв в постановках Королевской шекспировской труппы «Рождественская песнь» и «Король Иоанн». За роль в пьесе Дэвида Хэйра«Саут-Даунс» Бейли был номинирован на театральную премию «Evening Standard|» 2012 года в категории «Выдающийся новичок». В 2019 году актёр получил английскую театральную премию Лоуренса Оливье в категории «Лучшая мужская роль второго плана в мюзикле» за роль в «Компании».

## Биография
Джонатан Бейли родился 25 апреля 1988 года в деревне Бенсон (Оксфордшир) в семье бывшего управляющего директора компании Rowse Honey Стюарта Бейли. Он стал младшим из четырёх детей и единственным сыном.
По его словам, Бейли решил, что хочет стать актёром, в возрасте пяти лет, увидев мюзикл «Оливер!». Он ходил в танцевальный клуб в Хенли-он-Темс, где в семь лет прошёл прослушивание и получил роль в постановке Королевской шекспировской труппы 1995 года «Рождественская песнь» в театре Барбикан в Лондоне. Бейли посещал местную начальную школу Benson C of E, получил продвинутую степень «А» в колледже Магдалины в Оксфорде. Он отложил поступление в Открытый университет и полностью посвятил себя актёрству.
В 2011 году Бейли получил роль Леонардо да Винчи в сериале BBC «Молодой Леонардо», сыграл в дуэте с Сарой Александер в комедии BBC «Я и миссис Джонс». В сентябре 2014 года он появился в эпизоде «Ограбление во времени» восьмого сезона сериала «Доктор Кто». Бейли сыграл репортёра Олли Стивенса в сериале ITV «Убийство на пляже», исполнил роль второго плана в трёх сезонах ситкома BBC Two «W1A», одну из главных ролей в «Сожителях», эпизодическую роль в «Жевательной резинке».
В 2019 году Бейли прошёл кастинг в исторический сериал Netflix «Бриджертоны», спродюсированный Шондой Раймс. Он сыграл виконта Энтони Бриджертона, главного героя второго сезона. Эта роль принесла Бейли популярность и номинацию на премию Американской Гильдии киноактёров в категории «Лучший актёрский ансамбль в драматическом сериале».
Бейли был номинирован на театральную премию «Evening Standard» 2012 года в категории «Выдающийся новичок» за роль в пьесе Дэвида Хэйра «Саут-Даунс». В 2013 году Бейли сыграл Тима Прайса в мюзикле «Американский психопат» на одной сцене вместе с Мэттом Смитом в лондонском театре Алмейда.
В 2017 году Бейли появился вместе с Иэном Маккелленом, Шинейд Кьюсак и Дервлой Кирван в постановке «Короля Лира» театра Чичестера. В 2018 году он получил роль во втором возрождении мюзикла «Компания» театра Вест-Энда, сыграв Джейми (первоначально женский персонаж Эми). За эту работу в 2019 году Бейли получил премию Лоуренса Оливье в категории «Лучшая мужская роль второго плана в мюзикле».
В 2022 году Бейли начал играть в спектакле «Петух» Майка Бартлетта в лондонском Амбассадорском театре.

## Личная жизнь
Бейли живёт в Хове (Восточный Суссекс), где, по его словам, каждое утро плавает в море для «вдохновения, бодрости и восстановления». Он занимается велоспортом, участвует в марафонах и триатлонах, увлекается бодибилдингом и альпинизмом. В 2018 году Бейли совершил поход к базовому лагерю Эвере́ст в Непале, в 2024 году пробежал полумарафон в Хакни в поддержку благотворительной организации для молодежи LGBTQ+ Just Like Us, покровителем которой является.
Бейли является геем. В 2020 году в нескольких интервью он поделился этим с коллегой по «Королю Лиру» Иэном Маккелленом: «Я смирился с собственной сексуальностью, я специально не скрывал этого и всегда был честен. Просто никогда не было необходимости говорить об этом. Я думаю, что все мужчины-геи в индустрии испытывают чувство стыда».
В 2024 году Бейли учредил благотворительный фонд The Shameless Fund, который «нацелен на помощь членам квир-сообщества по всему миру жить свободно и по-настоящему», собирая деньги через партнерства с знаменитостями и брендами. Первое сотрудничество фонда было с модным брендом Loewe и коллекцией Drink Your Milk.

## Фильмография
| Год          |    | Русское название                     | Оригинальное название             | Роль                   |
| ------------ | -- | ------------------------------------ | --------------------------------- | ---------------------- |
| 1997         | с  | Доктор Элинор Бромвелл               | Bramwell                          | Уильям Килшоу          |
| 1997         | с  | Яркие волосы                         | Bright Hair                       | Бен Девениш            |
| 1998         | ф  | Алиса в Зазеркалье                   | Alice Through the Looking Glass   | Льюис                  |
| 2001         | с  | Синдром Бэддиэла                     | Baddiel’s Syndrome                | Джош                   |
| 2004         | ф  | Пять детей и волшебство              | Five Children and It              | Сирил                  |
| 2005         | с  | Золотой час                          | The Golden Hour                   | Стивен Мартин          |
| 2005         | ф  | Иди, а я задержусь                   | Walk Away and I Stumble           | Джастин                |
| 2007         | ф  | Золотой век                          | Golden Age                        | придворный             |
| 2007         | ф  | Вечный отпуск                        | Permanent Vacation                | Макс Бери              |
| 2007         | ф  | Одноклассницы                        | St. Trinian’s                     | Каспар                 |
| 2007         | с  | Врачи                                | Doctors                           | Джонно Митчем          |
| 2008         | с  | Чисто английское убийство            | The Bill                          | Крис Вильерс           |
| 2009         | с  | Первокурсники                        | Off the Hook                      | Дэнни Гордон           |
| 2010         | с  | Льюис                                | Lewis                             | Титус Мортмейн         |
| 2011—2012    | с  | Молодой Леонардо                     | Leonardo                          | Леонардо да Винчи      |
| 2012         | с  | Молодая мамаша                       | Pramface                          | Глинн Три              |
| 2012         | с  | Я и миссис Джонс                     | Me and Mrs Jones                  | Алфи                   |
| 2012         | с  | Академия «Грув»                      | Groove High                       | Том Мэйсон             |
| 2013—2015    | с  | Убийство на пляже                    | Broadchurch                       | Олли Стивенс           |
| 2014         | ф  | Воспоминания о будущем               | Testament of Youth                | Джеффри Терлоу         |
| 2014—2017    | с  | W1A                                  | W1A                               | Джек Паттерсон         |
| 2014         | с  | Доктор Кто                           | Doctor Who                        | Пси                    |
| 2014         | ки | Forza Horizon 2                      | Forza Horizon 2                   | Дэн Уильямс            |
| 2015         | ки | Everybody’s Gone to the Rapture      | Everybody's Gone to the Rapture   | Рис Шипли              |
| 2016         | ф  | Господь Христос: За пределами Египта | The Young Messiah                 | Ирод Архелай           |
| 2016         | с  | Сожители                             | Crashing                          | Сэм                    |
| 2016         | с  | Мистер Хутен и леди                  | Hooten & the Lady                 | Эдвард                 |
| 2017         | с  | Жевательная резинка                  | Chewing Gum                       | Эш                     |
| 2018         | с  | Джек Райан                           | Jack Ryan                         | Лэнс Миллер            |
| 2018         | ф  | Гонка века                           | The Mercy                         | Иэн Уилер              |
| 2019         | ки | Anthem                               | Anthem                            | Гюнтер                 |
| 2019         | ки | Final Fantasy XIV: Shadowbringers    | Final Fantasy XIV: Shadowbringers | Кристальный экзарх     |
| 2020 — н. в. | с  | Бриджертоны                          | Bridgerton                        | Энтони Бриджертон      |
| 2021         | с  |                                      | Hot White Heist                   | Эдди                   |
| 2021         | мф | Лучший день рождения                 | Best Birthday Ever                | Папа                   |
| 2021         | ки | Final Fantasy XIV: Endwalker         | Final Fantasy XIV: Endwalker      | Г'раха Тиа, Гроуингуэй |
| 2023         | с  | Попутчики                            | Fellow Travalers                  | Тим Лофлин             |
| 2024         | ф  | Злая: Часть первая                   | Wicked: Part One                  | Фиеро                  |
| 2025         | ф  | Мир юрского периода: Возрождение     | Jurassic World: Rebirth           | доктор Генри Лумис     |
| 2025         | ф  | Злая: Часть вторая                   | Wicked: Part Two                  | Фиеро                  |
|              | ф  | Мария                                | Maria                             | Эдди                   |
|              | ки | Squadron 42                          | Squadron 42                       | Аарон Ситоу            |

## Награды
| Премия                                | Год  | Категория                                         | Проект        | Итог      | Прим.  |
| ------------------------------------- | ---- | ------------------------------------------------- | ------------- | --------- | ------ |
| Театральная премия «Evening Standard» | 2012 | Выдающийся новичок                                | «Саут-Даунс»  | Номинация | [ 14 ] |
| Премия Лоренса Оливье                 | 2019 | Лучшая мужская роль второго плана в мюзикле       | «Компания»    | Победа    | [ 2 ]  |
| Премия Гильдии киноактёров США        | 2021 | Лучший актёрский ансамбль в драматическом сериале | «Бриджертоны» | Номинация | [ 13 ] |